# Charles Harington (General, 1910)
Sir Charles Henry Pepys Harington, GCB, CBE, DSO, MC (* 5. Mai 1910 in Royal Tunbridge Wells, Kent, England; † 13. Februar 2007) war ein britischer Offizier und zuletzt General der British Army, der unter anderem von 1966 bis 1968 stellvertretender Chef des Generalstabes des Heeres (Deputy Chief of the General Staff) sowie zwischen 1968 und 1971 im Verteidigungsministerium des Vereinigten Königreichs Chef für Personal und Logistik (Chief of Personnel and Logistics, Ministry of Defence) war.

## Leben
Charles Henry Pepys Harington war der einzige Sohn und das älteste von drei Kindern von Herbert Hastings Harington († 1916), der als Oberstleutnant in der Britisch-Indischen Armee diente, und Dorothy Caroline Pepys (1879–1969). Er absolvierte nach dem Besuch des Malvern College eine Offiziersausbildung am Royal Military College Sandhurst und wurde nach dem Abschluss am 30. Januar 1930 als Second Lieutenant in das Linieninfanterieregiment Cheshire Regiment übernommen. In den folgenden Jahren folgten zahlreiche Verwendungen als Offizier und Stabsoffizier wie bei der Niederschlagung des arabischen Aufstandes in Palästina (1936–1939). Aufgrund seiner militärischen Verdienste im Zweiten Weltkrieg wie beispielsweise als Kommandeur des 1. Bataillons des Manchester Regiment wurde er im Kriegsbericht erwähnt (Mentioned in dispatches) sowie 1940 mit dem Military Cross (MC) ausgezeichnet. Darüber hinaus wurde er 1944 Companion des Distinguished Service Order (DSO) sowie 1945 zum Ritter des niederländischen Ordens von Oranien-Nassau.
Nach Kriegsende übernahm Harington zahlreiche weitere Dienststellungen ein wie beispielsweise als Kommandeur des 1. Bataillons des Fallschirmjägerregiments Parachute Regiment (PARA) und wurde 1953 zum Officer des Order of the British Empire (OBE) ernannt. Als Brigadier war er zwischen Juli 1955 und November 1956 Kommandeur der in der Kronkolonie Kenia stationierten 49. Infanteriebrigade (Commanding, 49th Infantry Brigade). Mit dieser kam er während des Mau-Mau-Krieges (1952–1960) zum Einsatz, dem Kampf der antikolonialen Unabhängigkeitsbewegung Mau-Mau in der Kolonie Kenia gegen die Herrschaft der weißen Siedler und die britische Kolonialmacht. 1957 wurde er für seine Verdienste zum Commander des Order of the British Empire (CBE) ernannt. Im Januar 1958 übernahm er den Posten als Kommandant der Infanterieschule (School of Infantry) in Warminster und hatte diesen bis Oktober 1959 inne. Nach seiner Beförderung zum Major-General wurde er im November 1959 Nachfolger von Generalmajor George Gordon-Lennox als Kommandeur der 3. Division (General Officer Commanding, 3rd Division). Dieses Kommando hatte er bis Oktober 1961 inne und wurde daraufhin von Generalmajor Vivian Street abgelöst. Für seine Verdienste in dieser Zeit wurde er 1961 auch zum Companion des Order of the Bath (CB) ernannt. Im Oktober 1961 löste er Generalmajor Reginald Hewetson als Kommandant des Staff College Camberley ab und verblieb in dieser Funktion bis Mai 1963, woraufhin Generalmajor John Worsley seine dortige Nachfolge antrat. Des Weiteren übernahm er 1962 von Generalmajor Thomas Brodie das Ehrenamt als Colonel of the Cheshire Regiment, das er bis zu seiner Ablösung durch Generalleutnant Sir Napier Crookenden 1968 bekleidete.
Nach seiner Beförderung zum Lieutenant-General wurde Charles Harington 1963 Nachfolger von Generalleutnant Sir Richard Anderson als Kommandierender General des Kommandos Mittlerer Osten (Commander-in-Chief, Middle East Command) und hatte dieses Amt bis zur Abschaffung 1965 inne. Im Zuge der sogenannten „New Year Honours“ wurde er am 1. Januar 1956 als Knight Commander des Order of the Bath (KCB) geadelt, so dass er fortan das Prädikat „Sir“ führte.
Nachdem Sir Charles Hartington zum General befördert worden war, löste er im Februar 1966 General Sir John Hackett als stellvertretender Chef des Generalstabes des Heeres (Deputy Chief of the General Staff) ab. Diese Funktion bekleidete er bis April 1968 und wurde danach von Generalleutnant Sir Ian Freeland abgelöst. Zuletzt übernahm er im Juli 1968 im Verteidigungsministerium des Vereinigten Königreichs das neu geschaffene Amt als Chef für Personal und Logistik (Chief of Personnel and Logistics, Ministry of Defence) und bekleidete dieses bis zu seinem Eintritt in den Ruhestand im Januar 1971, woraufhin Air Chief Marshal Sir Christopher Foxley-Norris seine Nachfolge antrat. Er bekleidete des Weiteren zwischen 1968 und 1971 das Ehrenamt als Colonel-Commandant of the Prince of Wales’s Division und wurde im Rahmen der Birthday Honours am 14. Juni 1969 zum Knight Grand Cross des Order of the Bath erhoben. Darüber hinaus wurde er 1969 auch Generaladjutant von Königin Elisabeth II. und bekleidete auch dieses Amt bis zu seinem Eintritt in den Ruhestand 1971.
Charles Harington heiratete am 21. März 1942 Victoire Marion Williams-Freeman, Tochter von Oberstleutnant Arthur Peere Williams-Freeman. Aus dieser Ehe gingen der Sohn Guy Charles Harington (* 1946) sowie die beiden Töchter Louise Frances Amy Harington (* 1949) und Clare Marion Harington (* 1956) hervor.